# Rudolf Frickel
Rudolf Frickel (* 16. Juli 1932 in München; † 4. Oktober 2020 ebenda) war ein deutscher Fußballschiedsrichter. Sein Karriere-Höhepunkt war die Leitung des DFB-Pokal-Finals 1977 zwischen dem 1. FC Köln und Hertha BSC. 1978 wurde Rudolf Frickel zu Deutschlands Schiedsrichter des Jahres gewählt.

## Karriere
Frickel war Mitglied der Sportfreunde 03 Pasing. Nach dem Ablegen seiner Schiedsrichterprüfung 1954 in München stieg er schnell in den Spielklassen auf. Sein erstes Bundesligaspiel leitete er in der am 3. April 1968 beim 4:0-Erfolg von Eintracht Frankfurt über den VfB Stuttgart. Insgesamt leitete er 98 Spiele der Bundesliga und 34 Begegnungen der 2. Bundesliga. Hinzu kommen fünf Spiele im DFB-Pokal, darunter das DFB-Pokal-Finale 1977 zwischen dem 1. FC Köln und Hertha BSC; da das Spiel 1:1 n. V. endete, fand ein Wiederholungsspiel statt, welches von Klaus Ohmsen geleitet wurde. Zudem war Frickel Schiedsrichter im Aufstiegsspiel in die Bundesliga 1974/75 zwischen Bayer 05 Uerdingen und dem FK Pirmasens, welches Uerdingen mit 6:0 für sich entschied. Das letzte Profispiel seiner Karriere war die Partie zwischen dem SV Darmstadt 98 und dem VfB Stuttgart (1:7) am 34. Spieltag der Bundesliga-Saison 1978/79.
Von 1975 bis 1979 leitete er drei Länderspiele, darunter das Qualifikationsspiel zur Europameisterschaft 1980 zwischen Dänemark und Nordirland. Von 1979 bis 2002 war er mit Verwaltungsaufgaben bei der Schiedsrichtervereinigung München betraut. Frickel litt bereits mehrere Jahre an Demenz, als er im Oktober 2020 im Klinikum Großhadern verstarb.

## Wichtige Einsätze
Endspiele
- DFB-Pokal Finale 1976/77 zwischen 1. FC Köln und Hertha BSC (1:1 n. V.)
- Deutsche A-Junioren Meisterschaft 1974/75 zwischen VfB Stuttgart und Schalke 04 (4:0)
- Aufstiegsspiel in die Bundesliga 1974/75 zwischen Bayer 05 Uerdingen und FK Pirmasens (6:0)

Sonstige
- Spielabbruch Bundesliga zwischen 1. FC Kaiserslautern und Fortuna Düsseldorf

## Trivia
Am 27. November 1976 brach Rudolf Frickel die Bundesliga-Partie zwischen dem 1. FC Kaiserslautern und Fortuna Düsseldorf in der 76. Minute beim Stand von 1:0 für Düsseldorf vorzeitig ab. Das Spiel wurde später als 2:0-Sieg der Fortuna gewertet. Grund für den Spielabbruch war der Flaschenwurf eines Zuschauers, der den Linienrichter traf und verletzte. Dies sollte für die nächsten 32 Jahre der einzige Spielabbruch in der Bundesliga bleiben.

## Ehrungen und Auszeichnungen
- „DFB-Schiedsrichter des Jahres“ (1): 1977/78[4]